# Canton de Strasbourg-5
Le canton de Strasbourg-5 est une circonscription électorale française située dans circonscription administrative du Bas-Rhin sur le territoire de la collectivité européenne d'Alsace.
Il comprend les quartiers de l'Orangerie, de la Forêt-Noire, Vauban, du Conseil des XV, de l'Esplanade et une partie du Port du Rhin,.

## Histoire
De 1833 à 1871 et de 1919 à 1962, il n'y avait que 4 cantons dans l'arrondissement de Strasbourg-Ville : les cantons de Strasbourg-Est, Strasbourg-Nord, Strasbourg-Ouest et Strasbourg-Sud.
Le canton de Strasbourg-5 est créé en 1962 à partir de l'ancien canton de Strasbourg-Nord.
Par décret du 18 février 2014, le nombre de cantons du département est divisé par deux, avec mise en application aux élections départementales de mars 2015. Le canton de Strasbourg-5 est conservé et s'agrandit.

## Représentation

### Représentation de 1962 à 2015
| Période | Période | Identité            | Étiquette    | Qualité |
| ------- | ------- | ------------------- | ------------ | --- |
| 1962    | 1964    | Eugène Marxer       | MRP          | Menuisier puis dirigeant d'entreprise Ancien conseiller général du Canton de Strasbourg-Nord               |
| 1964    | 1976    | René Radius         | UDR          | Professeur de l'enseignement technique Député (1958-1978)                                                  |
| 1976    | 1982    | Marc Brunschweiller | PS           | Théologien secrétaire général du groupe socialiste du Conseil de l'Europe                                  |
| 1982    | 2001    | Robert Grossmann    | RPR          | Assureur Président de la Communauté Urbaine de 2001 à 2008, conseiller municipal de Strasbourg (1965-2014) |
| 2001    | 2015    | Yves Le Tallec      | RPR puis UMP | Médecin, adjoint au maire de Strasbourg (2001-2008) Elu en 2015 dans le Canton de Strasbourg-4             |

### Représentation depuis 2015
| Période élective | Période élective | Mandat | Mandat           | Identité         | Nuance | Nuance | Qualité |
| ---------------- | ---------------- | ------ | ---------------- | ---------------- | ------ | ------ | --- |
| 2015             | 2021             | 2015   | 2018 (démission) | Olivier Bitz     |        | LREM   | Adjoint au maire de Strasbourg (2008-2020) Ancien conseiller général du Canton de Strasbourg-4 (2008-2015)        |
| 2015             | 2021             | 2018   | 2021             | Nicolas Matt     |        | LREM   | Professeur des universités Conseiller municipal de Strasbourg Conseiller de l'Eurométropole de Strasbourg         |
| 2015             | 2021             | 2015   | 2021             | Françoise Buffet |        | LREM   | Adjointe au maire de Strasbourg (2008-2020)                                                                       |
| 2021             | 2028             | 2021   | en cours         | Nicolas Matt     |        | LREM   | Conseiller sortant 13e vice-président chargé de la jeunesse, du sport, de la réussite éducative et du bilinguisme |
| 2021             | 2028             | 2021   | en cours         | Anne Reymann     |        | DVD    | Gestionnaire administrative, membre d'Agir                                                                        |

À l'issue du 1er tour des élections départementales de 2015, deux binômes sont en ballotage : Olivier Bitz et Françoise Buffet (PS, 35,17 %) et Claudine Bastian et Éric Senet (Union de la Droite, 31,08 %). Le taux de participation est de 46,44 % (9 850 votants sur 26 052 inscrits) contre 47,83 % au niveau départemental et 50,17 % au niveau national.
Au second tour, Olivier Bitz et Françoise Buffet (PS) sont élus avec 54,47 % des suffrages exprimés et un taux de participation de 45,05 % (4 885 voix pour 9 555 votants et 21 211 inscrits).
Olivier Bitz a quitté le PS et a adhéré à LREM, il quitte la politique à l'été 2018 pour retrouver le corps préfectoral. Son suppléant Nicolas Matt, vice-président de l'Eurométropole et conseiller municipal de Strasbourg (LREM) devient alors conseiller départemental du canton de Strasbourg-5.

## Composition

### Composition avant 2015
Le canton de Strasbourg-5 comprenait une partie de la commune de Strasbourg (quartier de la Robertsau).

### Composition depuis 2015
| Nom                                | Code Insee | Intercommunalité            | Superficie (km2) | Population (dernière pop. légale)                 | Densité (hab./km2) | Modifier                                    |
| ---------------------------------- | ---------- | --------------------------- | ---------------- | ------------------------------------------------- | ------------------ | ------------------------------------------- |
| Strasbourg (bureau centralisateur) | 67482      | Eurométropole de Strasbourg | 78,26            | Fraction : 40 146 (2022) Commune : 291 709 (2022) | 3 727              | modifier les données · modifier les données |
| Canton de Strasbourg-5             | 6721       |                             |                  | 40 146 (2022)                                     |                    | modifier les données                        |

Le canton de Strasbourg-5 est formé de la partie de la commune de Strasbourg située à l'est d'une ligne définie par l'axe des voies et limites suivantes : depuis la frontière franco-allemande, canal de la Marne-au-Rhin, cours de l'Ill, pont Saint-Guillaume, quai des Pêcheurs, rue Ernest-Munch, rue de la Krutenau, rue de Zürich, rue de l'Hôpital-Militaire, rue de Lausanne, quai du Général-Koenig, route de Vienne, canal du Rhône-au-Rhin, bassin Dusuzeau, bassin Vauban, pont ferroviaire, voie de chemin de fer, rue du Havre, rue du Rhin-Napoléon, canal du Rhône-au-Rhin, canal d'Alsace, cours du Rhin, ligne de haute tension jusqu'à la frontière franco-allemande.
Il comprend les quartiers de l'Orangerie, de la Forêt-Noire, de Vauban, des Quinze, de l'Esplanade et une partie du Port du Rhin,.

## Démographie

### Démographie avant 2015
| 1962 | 1968 | 1975 | 1982 | 1990   | 1999   | 2006   | 2011   | 2012   |
| ---- | ---- | ---- | ---- | ------ | ------ | ------ | ------ | ------ |
| -    | -    | -    | -    | 19 489 | 22 402 | 22 946 | 22 641 | 23 191 |

### Démographie depuis 2015
En 2022, le canton comptait 40 146 habitants, en évolution de −0,54 % par rapport à 2016 (Bas-Rhin : +3,17 %, France hors Mayotte : +2,11 %).
| 2013   | 2018   | 2022   |
| ------ | ------ | ------ |
| 40 611 | 40 598 | 40 146 |